# Paulino Bernabe (Gitarrenbauer, 1960)
Paulino Bernabe  (* 9. Juni 1960 in Madrid) ist ein spanischer Gitarrenbauer.

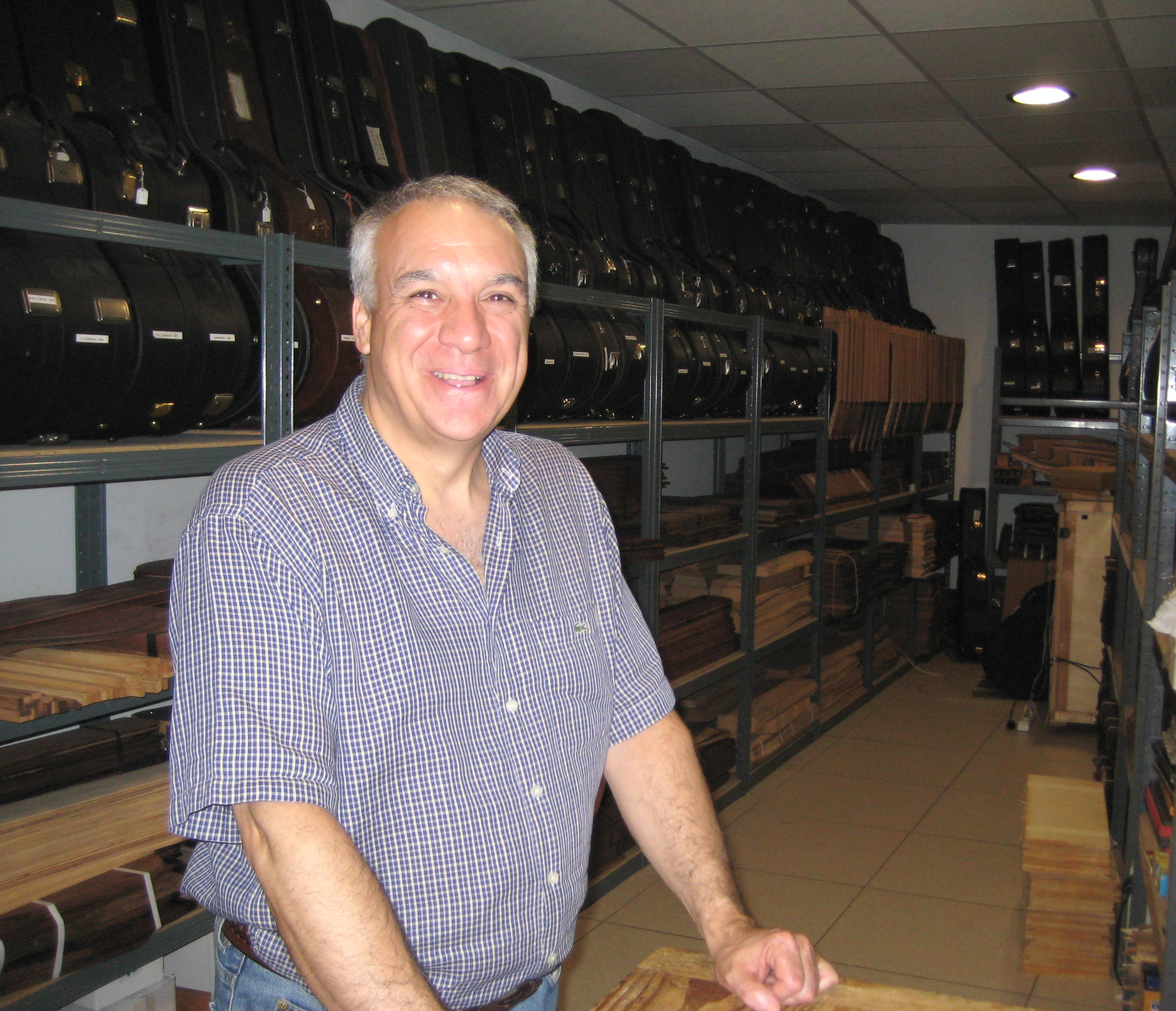
Der spanische Gitarrenbauer Paulino Bernabe (Sohn) in seiner Werkstatt in Madrid (Spanien). Juni 2012.

## Leben
Paulino Bernabe erlernte die Kunst des klassischen Gitarrenbaus von seinem Vater Paulino, einem berühmten spanischen Gitarrenbauer, mit dem er seit den frühen 1980er Jahren bis kurz vor dessen Tod 2007 zusammenarbeitete und dessen Werkstatt er übernahm. 2011 gründete er den Verein Spanish Guitar Foundation, um das Erbe des spanischen Gitarrenbaus zu bewahren und junge Gitarristen sowie Gitarrenbauer zu fördern. Die Spanish Guitar Foundation verfügt auch über eine Sammlung von Meistergitarren des 19. und 20. Jahrhunderts. 
Die Gitarren von Paulino Bernabe werden von international bekannten Gitarristen gespielt, darunter John Williams und Johanna Beisteiner.